# سامانثا إيقر
سامانثا إيقر (بالإنجليزية:Samantha Eggar)، ممثلة بريطانية، ولدت بتاريخ 5 مارس 1939، وممثلة تؤدي الدور الصوتي، وشاركت في عدة أفلام.

## روابط خارجية
- سامانثا إيقر على موقع IMDb (الإنجليزية)
- سامانثا إيقر على موقع روتن توميتوز (الإنجليزية)
- سامانثا إيقر على موقع ألو سيني (الفرنسية)
- سامانثا إيقر على موقع ميوزك برينز (الإنجليزية)
- سامانثا إيقر على موقع تيرنر كلاسيك موفيز (الإنجليزية)
- سامانثا إيقر على موقع أول موفي (الإنجليزية)
- سامانثا إيقر على موقع قاعدة بيانات الأفلام السويدية (السويدية)
- سامانثا إيقر على موقع إن إن دي بي (الإنجليزية)
- سامانثا إيقر على موقع ديسكوغز (الإنجليزية)
- سامانثا إيقر على موقع قاعدة بيانات الفيلم (الإنجليزية)
- Samantha Eggar biography and credits في موقع شاشة الإنترنت [الإنجليزية]‏ التابع لمعهد الفيلم البريطاني
- الموقع الرسمي
- Collecting Life: An Interview with Samantha Eggar - July 2014